# Fergal O'Brien
Fergal O'Brien é um jogador profissional de snooker irlandês.
Venceu um torneio a contar para o ranking mundial, o British Open de 1999 e foi finalista vencido no Northern Ireland Trophy de 2007.
Em 12 de abril de 2017, O’Brien qualificou-se para o Campeonato Mundial de Snooker de 2017 após uma vitória no último jogo de qualificação contra Dave Gilbert. O último frame deste jogo bateu o recorde da era moderna do snooker quanto à duração de um frame, ao demorar 123 minutos e 41 segundos.